# Ogrodnica niszczylistka
Ogrodnica niszczylistka (Phyllopertha horticola) – gatunek chrząszcza z rodziny poświętnikowatych (Scarabaeidae) i podrodziny rutelowatych (Rutelinae).
Gatunek ten opisany został po raz w 1758 roku pierwszy przez Karola Linneusza w dziesiątym wydaniu Systema Naturae pod nazwą Scarabaeus horticola. Jako miejsce typowe wskazano Europę.
Pospolity chrząszcz na żywopłotach przede wszystkim różanych, na skrajach lasów i w ogrodach. Ciało osiągające długość 10–12 mm. Ubarwienie pokryw brunatne, a głowa, przedplecze i nogi są ciemnozielone z metalicznym połyskiem, spód ciała również zielony. Całe ciało pokrywają krótkie włoski. Dorosłe osobniki żerują przede wszystkim na liściach i kwiatach drzew owocowych i róż. Larwy dorastają do 2 cm długości rozwijają się w glebie około dwóch lat żywiąc się korzeniami traw i innych roślin. Z końcem maja masowo wylęgają się postacie dorosłe. Pospolity szkodnik najliczniej występujący na pn. Polski.
Rozwój owada trwa jeden rok. Samice jaja składają w ziemi na głębokość 10–15 cm po 15–25 jaj. Po okresie 3 tygodni wylęgają się pędraki żerujące aż do października a następnie zimują w ziemi na głębokości 40 cm. Po okresie zimowania i żerowania przeobrażają się w poczwarkę a następnie w osobnika już dorosłego.

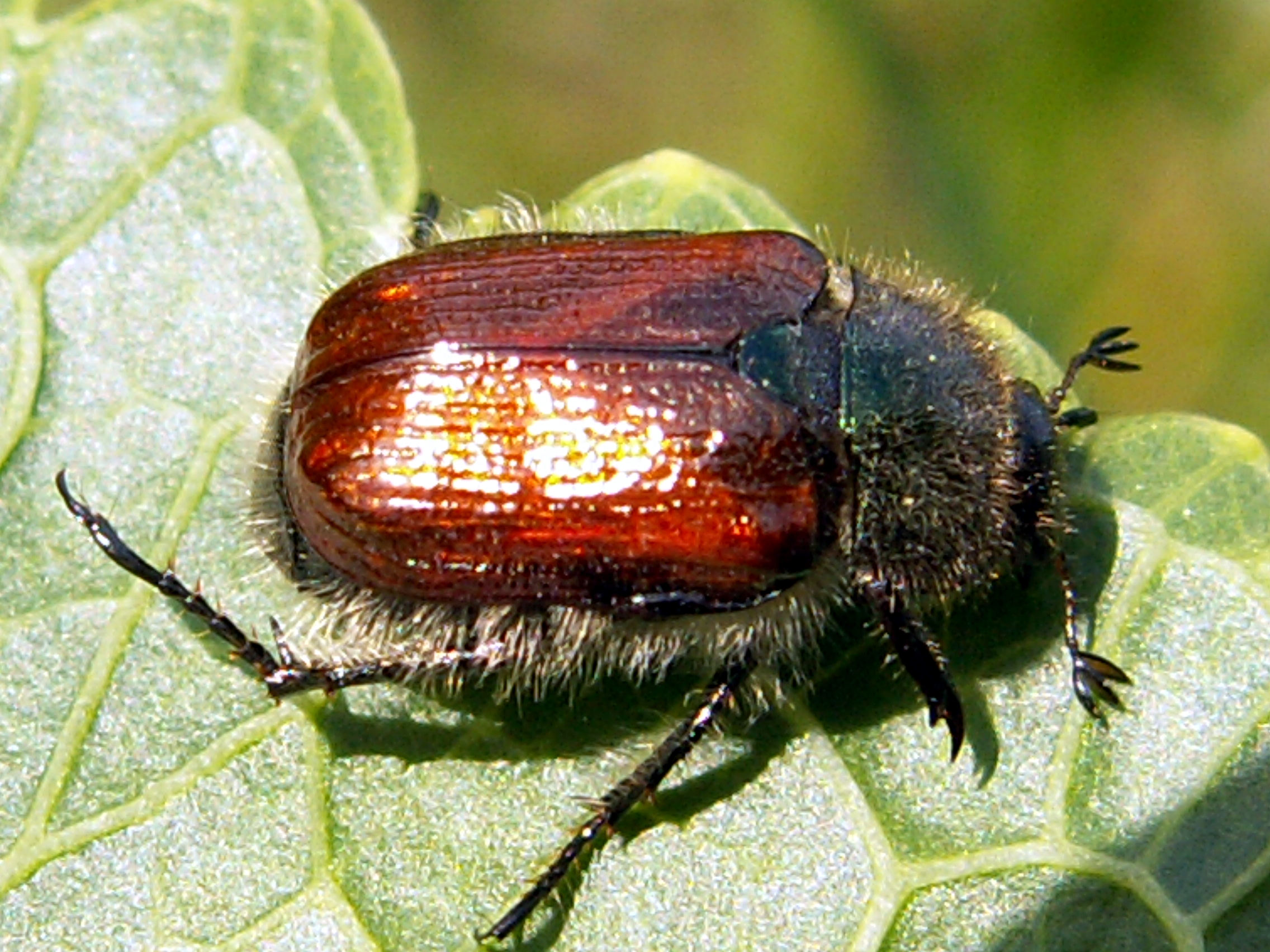
Ogrodnica niszczylistka